# Utikuma Lake
Utikuma Lake – jezioro położone w Kanadzie, w północno-centralnej części prowincji Alberta. Leży 30 km na północ od Małego Jeziora Niewolniczego, pomiędzy Bicentennial Highway a Alberta Highway 750. 
Całkowita powierzchnia zbiornika wynosi 288 km², włączając 15,3 km² powierzchni wysp. Jezioro jest płytkie, najgłębszy punkt ma 5,5 m i leży na wysokości 648 m n.p.m. Woda z niego wypływa przez rzekę Utikuma, następnie Wabasca i Peace.
Nazwa Utikuma pochodzi z języka kri i oznacza dużą sieję.
Rezerwat Indian Utikoomak Lake 155 Indian Whitefish Lake znajduje się na północnym brzegu jeziora.